# Televoice
Televoice este o companie de distribuție de produse IT&C din România.
Principalul obiect de activitate al Televoice este vânzarea de GPS-uri, sub marca Evolio.
Compania este deținută de președintele Autorității Naționale pentru Comunicații (ANC), Dorin-Liviu Nistoran.
Acesta deține și compania Digital PRO și a mai deținut și firma NetCom.
În anul 2010, compania a vândut aproximativ 10.000 de dispozitive GPS care au totalizat 1,8 milioane de euro, înregistrând o cotă de 17% în privința numărului de unități și de 20% ca valoare.
În anul 2013 compania avea o cotă de 20% pe piața locală de tablete PC.

## Produse
În noiembrie 2010, compania a anunțat că la data de 1 decembrie 2010 va lansa primul cititor de cărți electronice românesc, numit Evobook.
Acesta folosește tehnologia e-ink, are o înălțime de 18 centimetri și o lățime de 13 centimetri, cântărește 228 grame și poate stoca în memoria internă de 2GB până la 4.000 de cărți.
În 25 iulie 2010, compania a lansat tabletul Neura, cu sistem de operare Android versiunea 2.2.

## Rezultate financiare
Număr de angajați în 2011: 20
Cifra de afaceri:
- 2010: 3,5 milioane euro[11]
- 2006: 4 milioane euro[1]
- 2011: 3 milioane euro[6]
- 2012: 3 milioane euro[6]